# Bréviaire de Philippe le Bel
Le Bréviaire dit  de Philippe le Bel est un bréviaire à l'usage de Paris, enluminé vers 1296, attribué à Maître Honoré et son atelier, peut-être à destination du roi Philippe le Bel. Il est actuellement conservé à la Bibliothèque nationale de France (Lat 1023). 

## Historique
Le manuscrit est daté entre 1253 et avant 1296 : la fête de saint Pierre de Vérone, canonisé en 1253 est placé dans le texte original du calendrier, alors que la fête de saint Eutrope, ajouté à la liturgie parisienne en 1296, est écrite dans une écriture ajoutée a posteriori. Deux prières ont été rédigées au féminin : le bréviaire a donc été rédigé pour une femme. Il rapproché d'une mention dans les archives des comptes du château du Louvre qui signale que le roi Philippe a payé le peintre Maître Honoré de la rue Boutebrie pour la décoration d'un bréviaire en 1296. Ce bréviaire est rapproché de cet exemplaire daté dans le style de la fin du XIIIe siècle, même si cette hypothèse est critiquée.

## Description
Le bréviaire est à l'usage de Paris : il contient un calendrier (f.1-6) contenant des fêtes spécifiques à la capitale, le psautier férial (f.8-68), le temporal (f.70-264), le sanctoral (f.265-502), le commun des saints (f.503 à 520) et enfin une série d'offices et de prières supplémentaires (f.524-577). Le manuscrit contient une miniature en pleine page et 164 lettrines historiées, ainsi que des décorations de marges sous la forme de rinceaux.